# Historische Anthropologie
Historische Anthropologie bezeichnet eine in Deutschland Anfang der 1980er-Jahre entstandene transdisziplinäre Forschungsrichtung, welche die Grundphänomene des menschlichen Daseins in ihrer geschichtlichen Veränderlichkeit untersucht.

## Beschreibung
Die Historische Anthropologie wird in Deutschland und Österreich sowohl an historischen als auch an soziologischen und kulturwissenschaftlichen Seminaren gelehrt. Ihre Vorläufer sind einerseits die französische Mentalitätsgeschichte der Annales-Schule und die historische Anthropologie der École de Paris, die angelsächsische Kulturanthropologie und die in Deutschland lange Zeit verbreitete Philosophische Anthropologie, andererseits die in den achtziger Jahren stark diskutierte Alltagsgeschichte.
Historische Anthropologie begreift Geschichte als historische Praxis. Im Zentrum stehen Vielfalt und Veränderlichkeit kulturell geprägter Lebens- und Erfahrungsweisen. Alltagswirklichkeiten gelten in dieser Perspektive als von historischen Akteuren und Akteurinnen geformt und getragen, verändert oder zerstört. Nicht „anthropologische Konstanten“ sollen erkundet werden. Fragen richten sich vielmehr auf das konkrete „Machen, Tun“ und „Ausdrücken“ von Ereignissen und Konfigurationen sowie auf deren Wahrnehmungen. Die materialen Alltage der Menschen erweisen sich als veränderliche, zugleich als ihrerseits verändernde Momente historischer Prozesse. Dazu gehören die Profile von Interessen und Emotionen in ihren praktischen Wirkungen und Umsetzungen, aber auch in ihren medialen wie symbolisch-rituellen Voraussetzungen und Vermittlungen. Situative Verknüpfungen werden erschlossen; parallel gilt das Interesse gesellschaftlichen Kräftefeldern und Handlungsräumen, zugleich deren je unterschiedliche Zeitlichkeiten.
Diese Forschungsperspektiven bleiben keineswegs abstrakt. Sie richten sich auf konkrete Gegenstandsbereiche und Arbeitsfelder, die in der Geschichtswissenschaft zu wenig Berücksichtigung finden. Beispiele dafür sind etwa die Geschichte von Arbeit, Gewalt und Krieg als Wechselbeziehung zwischen Produktion und Destruktion, die Geschichte des Körpers und der Sexualität(en), wie auch die historisch vergleichende Betrachtung von Bildproduktionen und -verwendungen, zumal ihren symbolischen „Ladungen“, Dabei operieren Historische Anthropologie und Alltagsgeschichte an der Schnittstelle verschiedener Disziplinen, insbesondere von Ethnologie, Literatur-, Religions- und Medienwissenschaften sowie der Gender Studies. In Theorie wie Forschungspraxis fordern postkoloniale Perspektiven, Geschichte jenseits von Eurozentrismus zu denken und Methoden, Begriffe und Konzept in ihren historischen Kontext zu stellen.
Die Historische Anthropologie will die Frage Kants: „Was ist der Mensch?“ also letztlich nicht mehr länger nur im Hinblick auf den weißen, europäischen Mann der Moderne beantworten.
Methodisch bemüht sie sich, die seit den sechziger Jahren immer wieder erhobene Forderung zu erfüllen, historiographische und kulturanthropologische bzw. ethnologische Methoden, Sichtweisen und Fragestellungen miteinander zu verknüpfen und in einen fruchtbaren Dialog zu bringen.

## Institutionelle Verankerung
Die Arbeitsstelle Historische Anthropologie an der Universität Erfurt, 1999 bis 2004 von Hans Medick und anschließend von Alf Lüdtke geleitet, stellte im Oktober 2008 ihren Betrieb ein. An der Uni Erfurt führt der Honorarprofessor Historische Anthropologie (derzeit: Alf Lüdtke) die Arbeit der Arbeitsstelle fort.
In Mainz läuft der Studiengang Anthropologie, der auch einen Schwerpunkt Historische Anthropologie anbot, seit 2008 aus.
In Freiburg wird ein Inter- und transdisziplinärer Studiengang Historische und biologische Anthropologie angeboten.
An der Universität Konstanz wurde der interdisziplinäre Masterstudiengang Transkulturelle Geschichte und Anthropologie angeboten.
Die Universität Bern bietet einen Forschungsschwerpunkt, der sich vor allem mit Begräbnissitten und Paläopathologie beschäftigt, wesentlich weiter gefasst ist der Vertiefungsschwerpunkt Historische Anthropologie der Universität Basel.
In Wien besteht ein Institut für Historische Anthropologie.
An der FU Berlin leitet Christoph Wulf das Interdisziplinäre Zentrum für Historische Anthropologie.
An der HU Berlin hat Claudia Bruns die Professur für Historische Anthropologie und Geschlechterforschung inne.
Seit dem Sommersemester 2012 besteht an der Universität des Saarlandes eine Professur für Historische Anthropologie / Europäische Ethnologie unter der Leitung von Barbara Krug-Richter.

## Zeitschrift
- Historische Anthropologie: Kultur, Gesellschaft, Alltag. Böhlau, Köln u. a. ab 1993, ISSN 0942-8704 (dreimal jährlich).
- Paragrana: Internationale Zeitschrift Historische Anthropologie. Landsberg, ab 1992.